# 藤原温子
藤原 温子（ふじわら の おんし/よしこ、貞観14年（872年） - 延喜7年6月8日（907年7月20日））は、第59代宇多天皇女御。関白藤原基経女、母は式部卿忠良親王の女操子女王（同母弟に兼平、異母兄弟に時平、仲平、忠平、異母妹に穏子がいる）。第60代醍醐天皇養母。別名東七条后（中宮）、七条后（中宮）。
仁和4年（888年）、宇多天皇に更衣として入内。同年女御宣下、正四位下。寛平5年（893年）正三位。同9年、宇多天皇譲位・醍醐天皇即位にあたり皇太夫人。延喜5年に出家、同7年6月8日薨去。享年36。
宇多天皇は即位前から既に藤原胤子や橘義子らの妃との間に子女をもうけていたが、阿衡事件などでこじれていた基経との関係改善のためにも、温子入内は不可欠であった。入内後は関白の娘として基経没後も後宮で重きをなし、一人娘均子内親王を産んだものの皇子には恵まれなかったため、胤子没後にその所生の東宮敦仁親王（のちの醍醐天皇）を猶子とした。これについては、基経の没後に子供を儲けていないことから、宇多天皇が阿衡事件に対する反発から藤原北家嫡流を外戚とする皇子の出生を望まなかったとする説もある（河内祥輔説）。なお歌人の伊勢は温子に仕えたことで知られ、温子との贈答歌やその死を悼む哀悼歌を残した。
陵墓は宇治陵（京都府宇治市木幡中村）。